# Gotlandsdricka

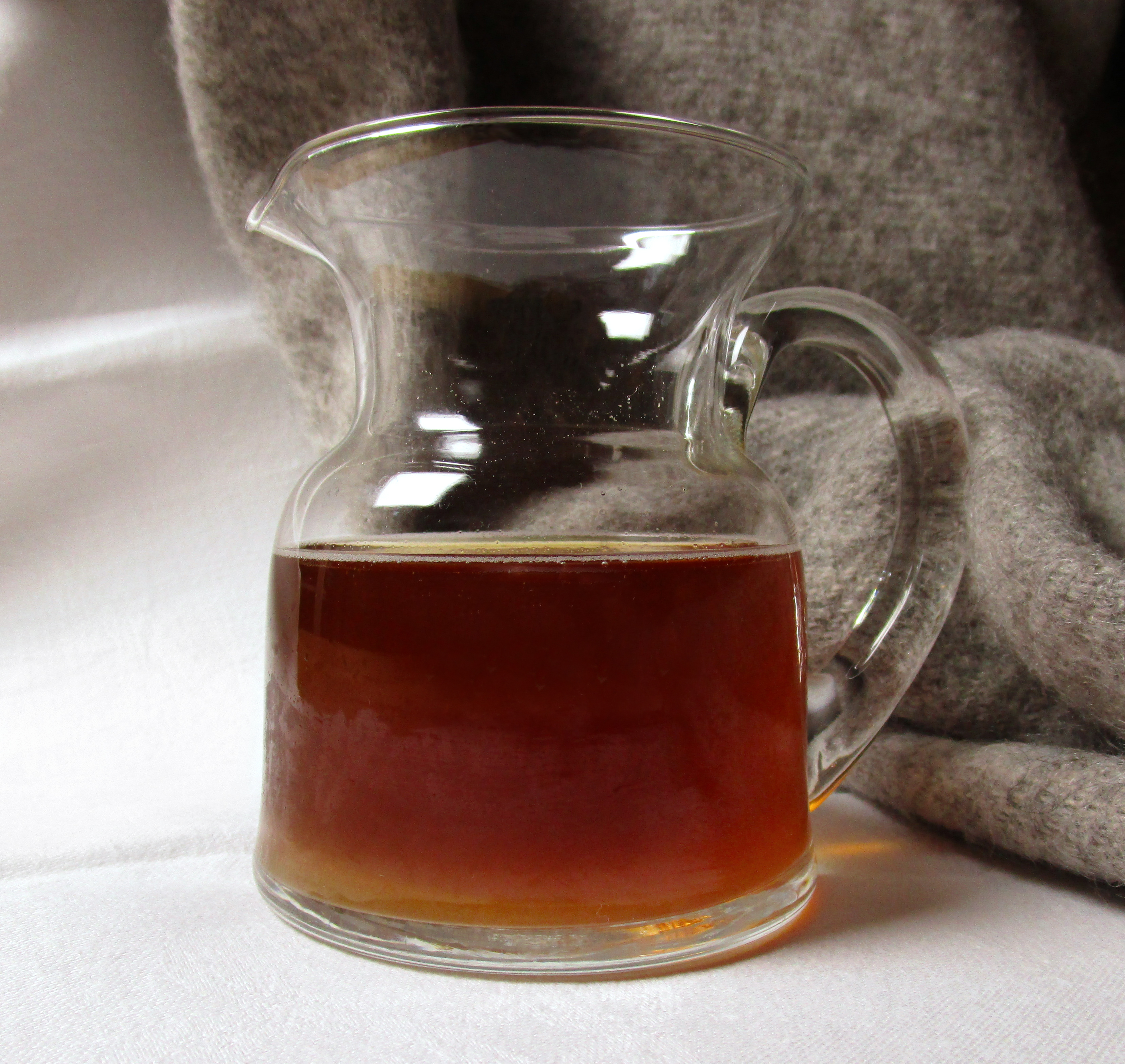
Una jarra de gotlandsdricka

Gotlandsdricka (en Gutnish moderno drikke o drikko, y drikku) es una bebida alcohólica tradicional de elaboración casera hecha en la isla de Gotland, Suecia. Es una especie de ale, estrechamente relacionada con la sahti finlandesa y la noruega  Maltøl  con un sabor ahumado, agridulce y picante (enebro). Es similar al gruit.
Es similar a una bebida diaria utilizada durante la Era vikinga en la mayoría de los países nórdicos. La tradición de la elaboración de la cerveza "drikke" ha sobrevivido en Gotland, un proceso que originalmente era llevado a cabo exclusivamente por mujeres.
Difícil de producir para distribución comercial, se ha convertido en un marcador cultural para los habitantes de Gotland. Cada otoño se celebra en Gotland un campeonato mundial anual de elaboración de cerveza "drikke".

## La cerveza
Drikke es una bebida alcohólica tradicional, elaborada en casa, fermentada, sin filtrar y sin pasteurizar, elaborada en la isla de Gotland en el Mar Báltico. Los ingredientes principales son ramas de enebro, malta, lúpulo, levadura, agua y azúcar. El sabor es ahumado, agridulce, con cuerpo y picante con un importante sabor a enebro. Por lo general, de color amarillo oscuro a marrón dorado, a veces con un tinte rosado y algo turbio, generalmente se consume cuando aún es joven y en fermentación. Drikke es un producto perecedero que tarda aproximadamente una semana en fermentar y debe consumirse dentro de otras dos semanas. Después de eso, el sabor generalmente se deteriora, dependiendo de la receta y la técnica de elaboración. Debido a la dulzura de la infusión, puede ser difícil apreciar su contenido de alcohol, que oscila entre el 3 y el 12%, dependiendo de la cantidad de azúcar agregada. generalmente 4-5%.

## Historia

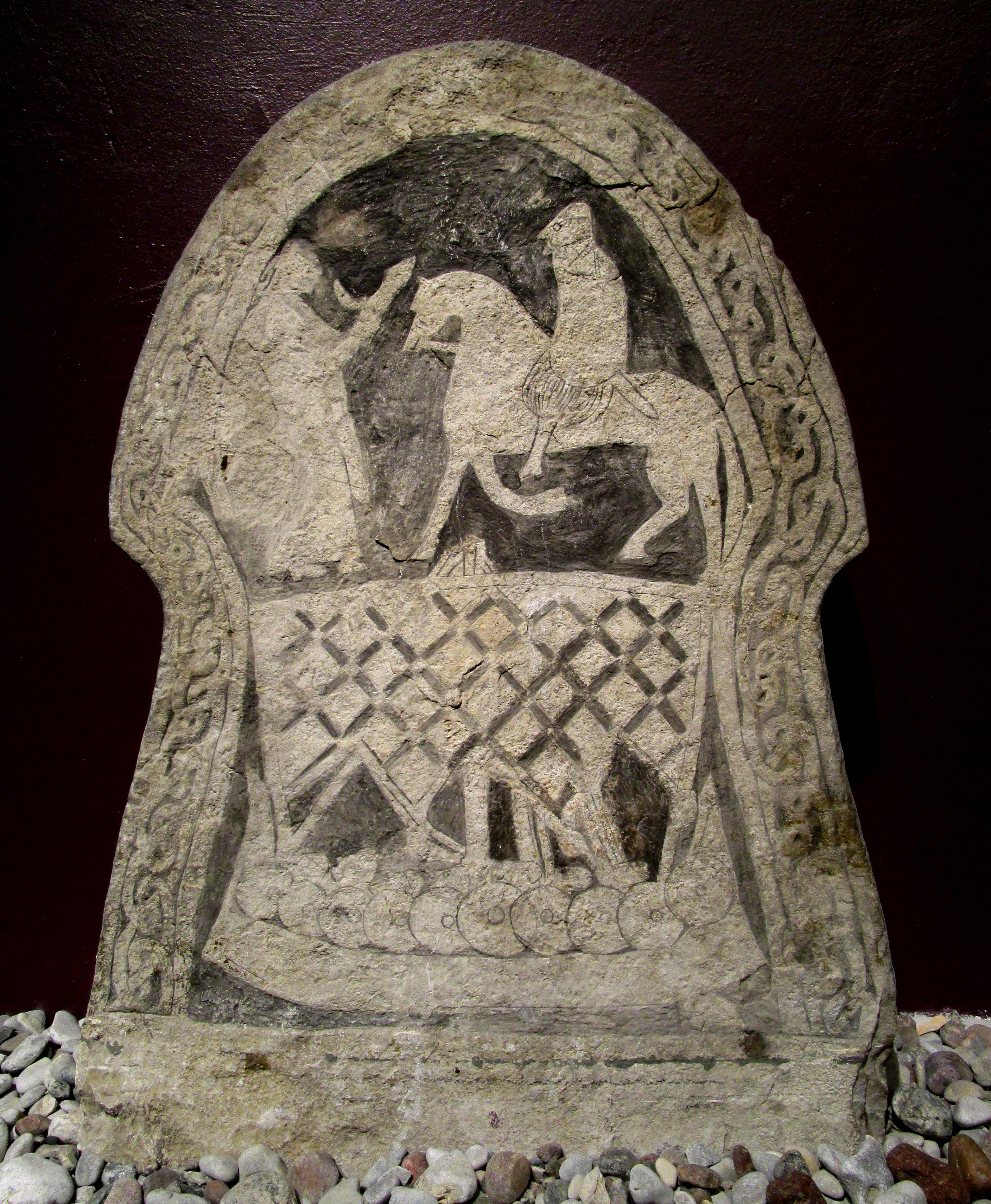
Una mujer que ofrece una bebida a un vikingo. Estela rúnica de Halla, Gotland c. Siglos VIII-IX.

El nombre "gotlandsdricka" significa literalmente "bebida gotlandica". Los habitantes de Gotland tienen mucho cuidado en distinguir entre "drikke" y ale o cerveza. El drikke se servía originalmente solo con las comidas, al igual que la leche, el agua o el vino en varias culturas modernas. La cerveza y la ale se consideraban una vez "bebidas alcohólicas", mientras que los diferentes tipos de bebidas de malta y drikke no lo eran; se servían a todos los miembros de la familia, incluidos los niños. En la Suecia preindustrializada, estas bebidas se elaboraban con malta, enebro, savia de abedul y miel. La bebida hecha con enebro se consideraba la bebida del pobre y la savia de abedul aún más. Las bebidas de malta se consideraban las mejores y se servían en ocasiones especiales. Las bebidas más simples hechas de miel no se elaboraron como hidromiel. Después de extraer la miel de los panales, se hervían en agua. Después de enfriar, se retiró la cera y se dejó fermentar el agua de miel restante. Solo dos de estos todavía se usan con frecuencia con las comidas: svagdricka y gotlandsdricka.
Desde la Era vikinga hasta la época de la Revolución industrial, las mujeres elaboraban cerveza y "drikke" en Gotland tradicionalmente. Los hombres podían ayudar a buscar agua, leña, enebro o hacer el equipo necesario, pero la elaboración de la cerveza en sí era estrictamente para las mujeres. La reputación de una granja a menudo estaba en juego cuando se trataba de hacer buenas cervezas para las personas que trabajaban en la granja y para los huéspedes, y una matrona se enorgullecía de sus habilidades cerveceras.
Gotlandsdricka es esencialmente el mismo brebaje diario que bebían los vikingos. Las técnicas de elaboración de la cerveza se han actualizado a lo largo de los siglos, pero los ingredientes y el sabor siguen siendo los mismos. Originalmente, este tipo de cerveza se elaboraba en todos los países nórdicos, pero la tradición generalizada de su elaboración solo ha sobrevivido hasta los tiempos modernos en pequeñas áreas más aisladas, como la isla de Gotland. Cuando se introdujeron los lúpulos en Escandinavia durante el siglo XIII, estos se utilizaron para complementar las ramas de enebro de "drikke" como saborizante. Gotland, también, mantuvo la tradición de usar enebro, aunque se agregaron algunos lúpulos a las recetas, ya que era un mejor conservante y agregaba más sabor. El aroma principal seguía siendo ramas de enebro y mirto de brabante. Durante el siglo XX, el azúcar se convirtió en un sustituto de la miel como edulcorante en "drikke", pero todavía se elabora con miel, o sin ningún edulcorante adicional, en algunas partes de la isla.
 Gotlandsdricka está estrechamente relacionado con el "sahti" finlandés y el "kornøl" noruego, que se elabora con los mismos ingredientes y técnicas.

## Proceso de elaboración de la cerveza

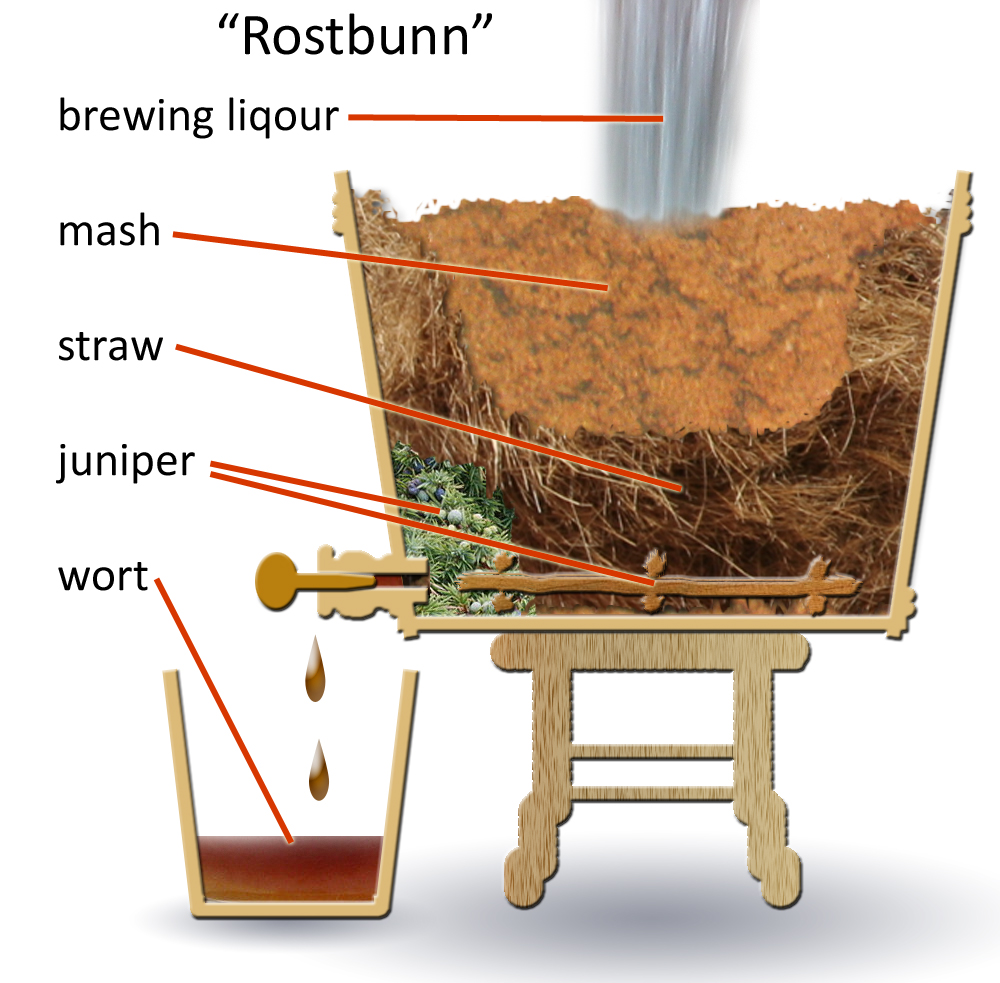
Un rostbunn

El proceso de elaboración de gotlandsdricka se inicia malteando el grano en malta. El grano puede ser cebada, trigo, centeno o avena y la elección del grano depende de lo que se cultive y esté disponible localmente.
 La malta se produce dejando brotar el grano y luego secándolo. En Gotland, el secado se lleva a cabo en la casa de sauna de la granja o en una pequeña cabaña especial llamada kölna, generalmente construida en la parte superior de la sala de elaboración de cerveza. La mayor parte de la malta se seca en el humo de un fuego encendido debajo de la kölna, pero hay granjas que permiten que el aire caliente circule en tuberías debajo del lecho de malta para minimizar el sabor ahumado del drikke. El kölna también podría usarse para secar lino o como ahumador para carne, pescado, cordero y otros productos alimenticios. Finalmente, la malta seca es molida con opiniones que varían en cuanto a qué tan fino debe ser el producto final.
Luego, la malta se coloca en una tina de madera y se vierte en el tun licor de infusión caliente hecho con agua hervida con ramas de enebro y bayas. La mezcla parecida a una papilla llamada mezcla primero se agita completamente y luego se deja reposar durante un par de horas.
La preparación se realiza en una tina de madera llamada rostbunn con un grifo en la parte inferior. En el rostbunn, se colocan capas de los diferentes componentes para la elaboración de la cerveza. Esto se llama "colocar el bunn". Lograr el "bunn" correcto es la parte más difícil y crucial de la elaboración de la cerveza. Las capas deben ser lo suficientemente compactas para que el líquido fluya lentamente a través del "rostbunn", pero no tan compactas como para detener el flujo por completo. Hay una serie de tradiciones para "colocar el bunn", muchas de las cuales incluyen viejas supersticiones; entre otras, se requiere un silencio total durante el trabajo, no puede haber "forasteros" presentes, una pieza de acero o una antigua hacha de piedra debe colocarse en el bunn.
Cuando el "bunn" se ha asentado, se vierte más licor de preparación caliente en el puré y se abre el grifo con cuidado. El mosto, o lännu, se recoge en un balde debajo del grifo. El licor de preparación se puede agregar continuamente al bunn dependiendo de la fuerza del lännu requerida. A veces, el primer lännu se mantiene separado como una infusión más fuerte para ocasiones especiales y el último se usa para beber todos los días. El lännu recolectado se hierve (cuanto más hirviendo, más dulce es el drikke) y se le agregan saborizantes adicionales como lúpulo o vendaval dulce y azúcar o miel.
Luego, la infusión se enfría y se filtra. Se agrega levadura, generalmente común levadura de panadería, y la "bebida" se coloca en barriles de madera o garrafones de vidrio para fermentar durante cuatro o cinco días. Los cerveceros modernos han experimentado embotellando "drikke" antes de la fermentación, para hacerlo carbonatado y espumoso.

## Elaboración de cerveza moderna
En la elaboración de cerveza moderna "drikke", la mayoría de los recipientes de madera han sido reemplazados por cubos y cubos más prácticos hechos de acero o plástico. La malta se compra en las cervecerías y todo el proceso se puede acortar a hervir una bolsa textil que contiene la malta, el lúpulo y otras especias directamente en el licor de elaboración utilizando una olla grande colocada en la estufa. La fermentación se realiza principalmente en bidones de plástico.

## Elaboración de cerveza comercial

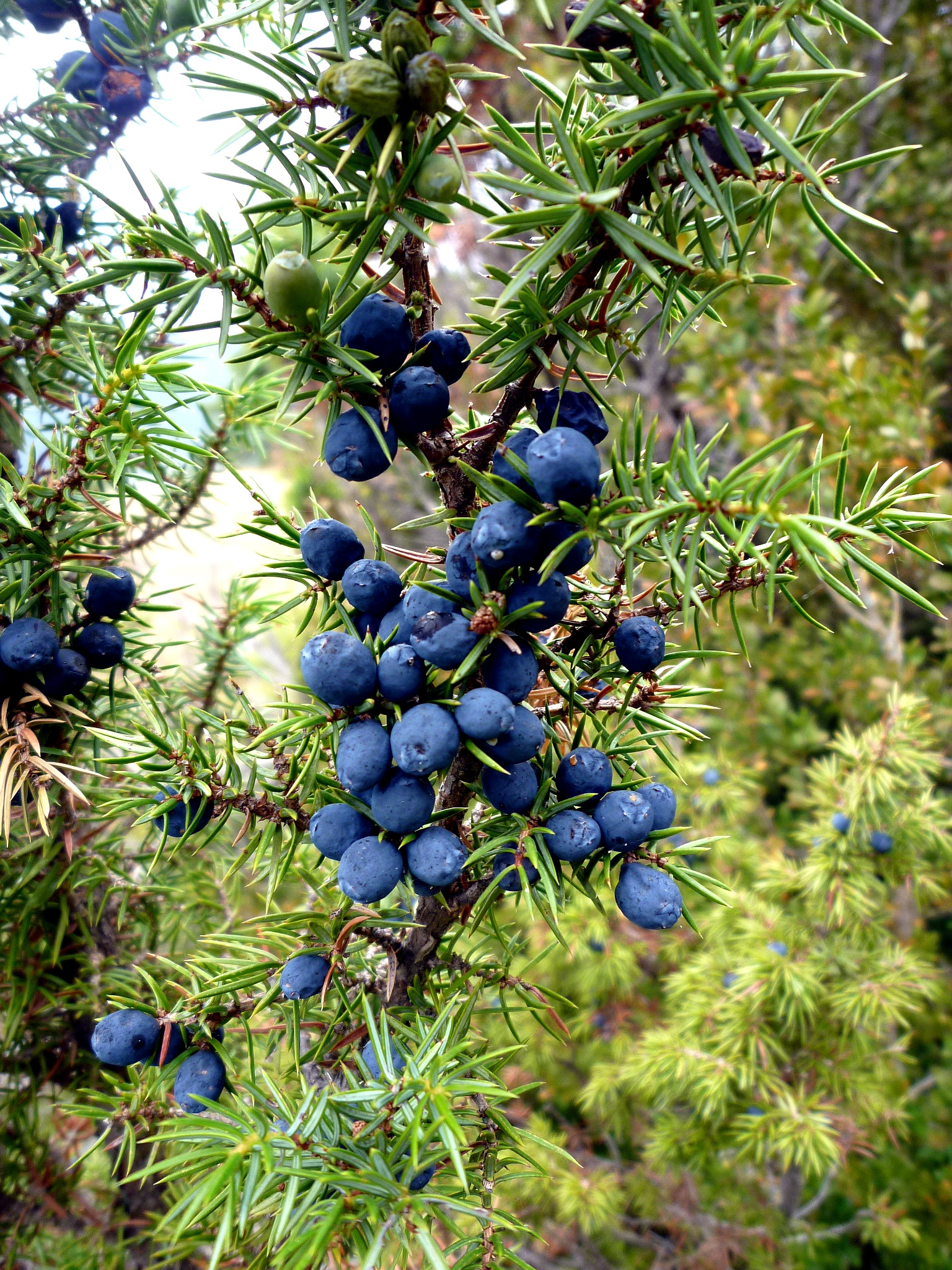
Juniperus communis

Cuando comenzó la Semana Medieval en Gotland anual en 1984, se elaboraba y vendía "drikke" en el mercado medieval. En 2000, esto llamó la atención de las autoridades legales en la parte continental de Suecia y la policía intervino y detuvo las ventas. El principal problema era que el contenido de alcohol en la infusión no se fijaba sino que variaba considerablemente. Otro problema fue que dado que el drikke es altamente perecedero, no se puede preparar con técnicas y embotellar de manera que cumpla con las reglas y regulaciones de la Administración Nacional de Alimentos (Administración Nacional de Alimentos (Suecia)). Esto también impidió que se sirviera "drikke" en eventos relacionados con la elección de Gotland como la "Capital de la comida" de Suecia en 2013. Se han presentado varias mociones al Riksdag para permitir que se sirva o se venda en eventos públicos. Todos estos han sido denegados.
En 2012, el Gute vingård (el viñedo de Gute) creó el primer whisky comercial elaborado con gotlandsdricka, "Gutevin Sudret Whisky". El primer lote se depositó en barricas en 2004 y envejeció hasta 2013.
La Jester King Brewery en Texas hace una versión de "Gotlandsdricka", y también se elabora en Niagara College en Canadá.

## Marcador cultural
Cuando la parte norte de Gotland se industrializó a principios del siglo XX, las tradiciones y costumbres locales también cambiaron. La elaboración de cerveza casera se abandonó en su mayor parte y el arte de hacer "drikke" retrocedió a la parte sur de la isla. Hacia finales de la década de 1960, el interés por la elaboración de la malta se reavivó como parte de la ola de redescubrimiento de antiguas tradiciones y artesanías que se extendió por Suecia en ese momento. Gotland también se había convertido en un lugar donde el turismo se estaba volviendo cada vez más vital para la economía de la isla, y la cultura y la artesanía tradicionales de Gotland, como el drikke, se convirtieron en una forma para que la gente de la isla conservara su propia posición e identidad:

La borrachera es una excelente excusa para que los habitantes de Gotland rechacen a los visitantes ricos del continente. Tiene una carga positiva y es prácticamente inaccesible para el visitante, e irradia un olor al pasado, lo que lleva a los pensamientos a los antiguos días de gloria de la isla.

## Competición
El campeonato mundial de elaboración de cerveza "drikke" se celebra anualmente desde 1991, tradicionalmente en un lugar de la parte sur de la isla. El concurso está abierto a cualquiera que esté elaborando cerveza "gotlandsdricka", y el jurado compuesto por seis personas normalmente obtiene entre 35 y 40 entradas para evaluar. A 2015, El ganador más joven del campeonato fue Daniel Lundström, de 22 años, en 2014.
El campeonato de 2008 fue documentado por la estación de televisión alemana ProSieben por su serie "Galileo", que incluía programas sobre platos repugnantes de todo el mundo. La atención se centró en la comida tradicional de Gotland: ojos de cordero cocidos y cráneos de cordero, servidos con el "drikke".